# Ocenebra erinaceus
Ocenebra erinaceus (Linnaeus, 1758) è un gasteropode marino della famiglia Muricidae.

## Descrizione

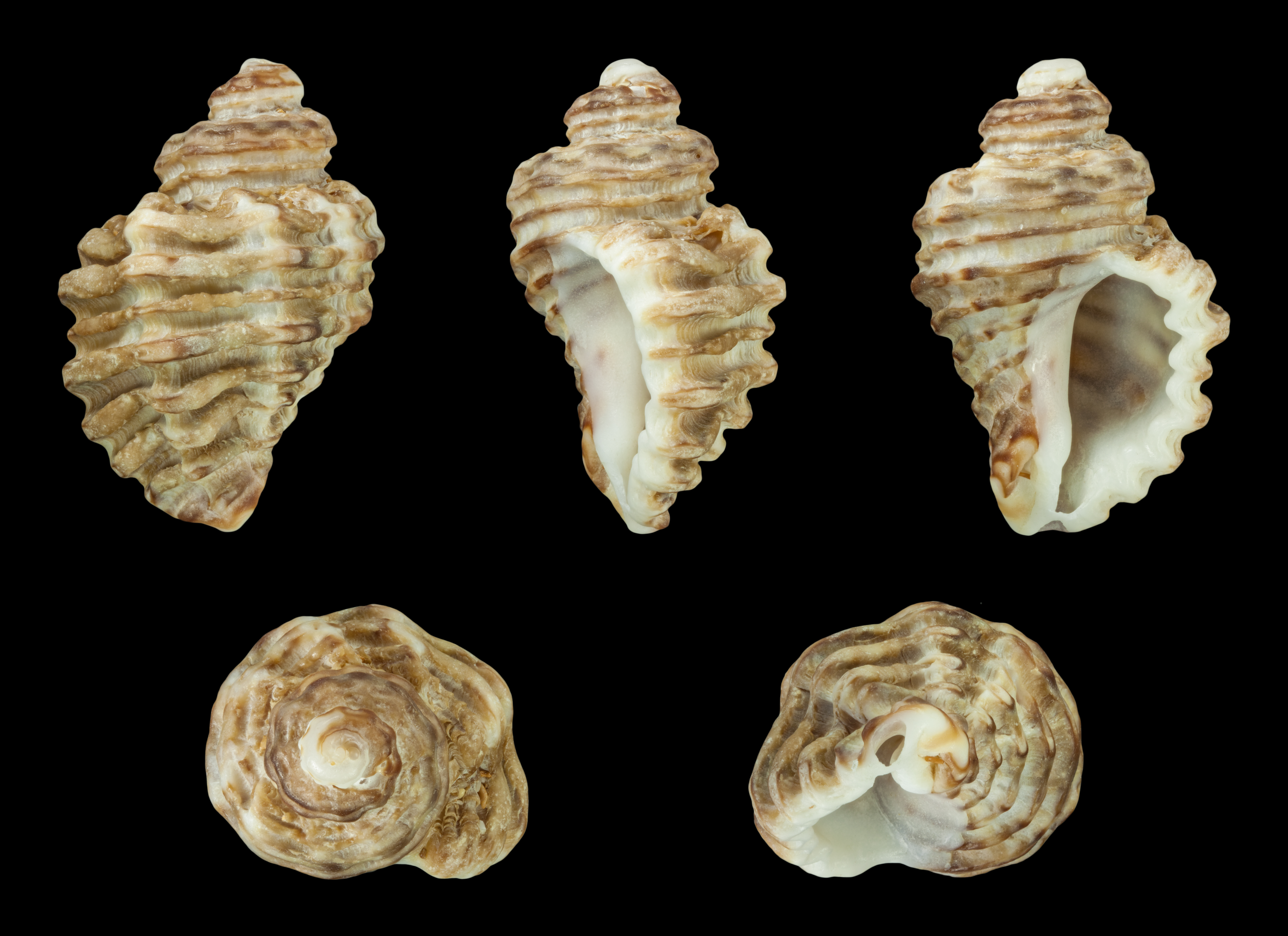
Ocenebra erinaceus torosa

Arriva a misurare circa 6 cm

## Biologia
Come altre specie dello stesso genere è un gasteropode predatore che si nutre di altri molluschi.

## Distribuzione ed habitat
La specie è diffusa nell'area dell'Oceano Atlantico orientale e nei suoi sub-mari (Mare del Nord e Mediterraneo). Vive su fondali rocciosi, di solito a basse profondità, dalla linea di bassa marea a circa 150 m di profondità.
Lo stato di conservazione della specie non è stato valutato dallo IUCN, ma non sembra destare preoccupazioni.